# Безгодов Олексій Михайлович
Олексій Михайлович Безгодов (рос. Алексей Михайлович Безгодов; нар. 30 червня 1969) – російський шахіст, гросмейстер від 1999 року.

## Шахова кар'єра
Перші успіхи припадають на початок 1990-х років. 1993 року поділив 2-ге місце (позаду Віталія Голода) в Уфі і досяг найбільшого успіху в своїй кар'єрі, вигравши в Титул титул чемпіона Росії. У наступних роках досягнув багатьох важливих результатів, зокрема, в таких містах, як: Санкт-Петербург (1995, меморіал Михайла Чигоріна, поділив 2-ге місце позаду Володимира Бурмакіна), Москва (1995, поділив 2-ге місце разом з Олександром Вауліним, Олександром Ластіним і Сарханом Гулієвим, позаду Євгена Васюкова), Балатонберень (1996, поділив 1-ше місце разом із, зокрема, Тібором Тольнаї, Тібором Фогараші, Петером Ачем, Петером Лукачем і Константіном Іонеску), Мартін (1996, міжнародний чемпіонат Словаччини, посів 1-ше місце), Будапешт (1996, турнір" First Saturday FS06 GM, поділив 1-місце разом з Лівіу-Дітером Нісіпяну), Перм (1997, півфінал чемпіонату Росії, посів 1-ше місце), Аарс (1999, посів 2-ге місце позаду Ігоря Ягупова), Москва (1999, чемпіонат Росії за олімпійською системою - срібна медаль), Алушта (1999, чемпіонат України, поділив 1-місце разом із, зокрема, Геннадієм Кузьміним, Станіславом Савченком та Олександром Моїсеєнком), Воронеж (2002, поділив 1-місце разом із, зокрема, Костянтином Чернишовим), Кап д'Агд (2002, поділив 1-місце разом з Младеном Палацом, Сірілем Марселеном, Вадимом Малахатьком, Михайлом Бродським, Борисом Чаталбашевим, Робером Фонтеном, Мануелем Апісельєю і Мілошом Павловичем), Перм (2003, поділив 1-ше місце разом з Ільдаром Хайрулліним), Санкт-Петербург (2004, посів 2-ге місце позаду Сергієм Івановим), Челябінськ (2005 і 2007, посів 1-ше місце) і Казань (2007, поділив 2-ге місце позаду Фарруха Амонатова, разом із, зокрема, Євгеном Глейзеровим і Дмитром Бочаровим).
Найвищий рейтинг Ело в кар'єрі мав станом на 1 липня 1999 року, досягнувши 2576 очок займав тоді 29-те місце серед російських шахістів.

## Зміни рейтингу
| На цьому місці має відображатися графік чи діаграма, однак з технічних причин його відображення наразі вимкнено. Будь ласка, не видаляйте код, який викликає це повідомлення. Розробники вже працюють для того, щоби відновити штатне функціонування цього графіка або діаграми. | |
| | На цьому місці має відображатися графік чи діаграма, однак з технічних причин його відображення наразі вимкнено. Будь ласка, не видаляйте код, який викликає це повідомлення. Розробники вже працюють для того, щоби відновити штатне функціонування цього графіка або діаграми. |